# Fresno del Río
Fresno del Río ist ein Ort und eine nordspanische Gemeinde (municipio) mit 171 Einwohnern (Stand: 2024) in der Provinz Palencia der Autonomen Gemeinschaft Kastilien-León. 

## Lage und Klima
Fresno del Río liegt in der altkastilischen Meseta in einer Höhe von ca. 1020 m. Die Provinzhauptstadt Palencia befindet sich gut 82 km (Fahrtstrecke) südsüdöstlich. Das Klima im Winter ist kühl, im Sommer dagegen trotz der Höhenlage gemäßigt bis warm; Niederschläge (ca. 808 mm/Jahr) fallen überwiegend im Winterhalbjahr.

## Bevölkerungsentwicklung
| Jahr      | 1970 | 1981 | 1991 | 2001 | 2011 | 2021 |
| Einwohner | 347  | 252  | 218  | 202  | 200  | 186  |

## Sehenswürdigkeiten

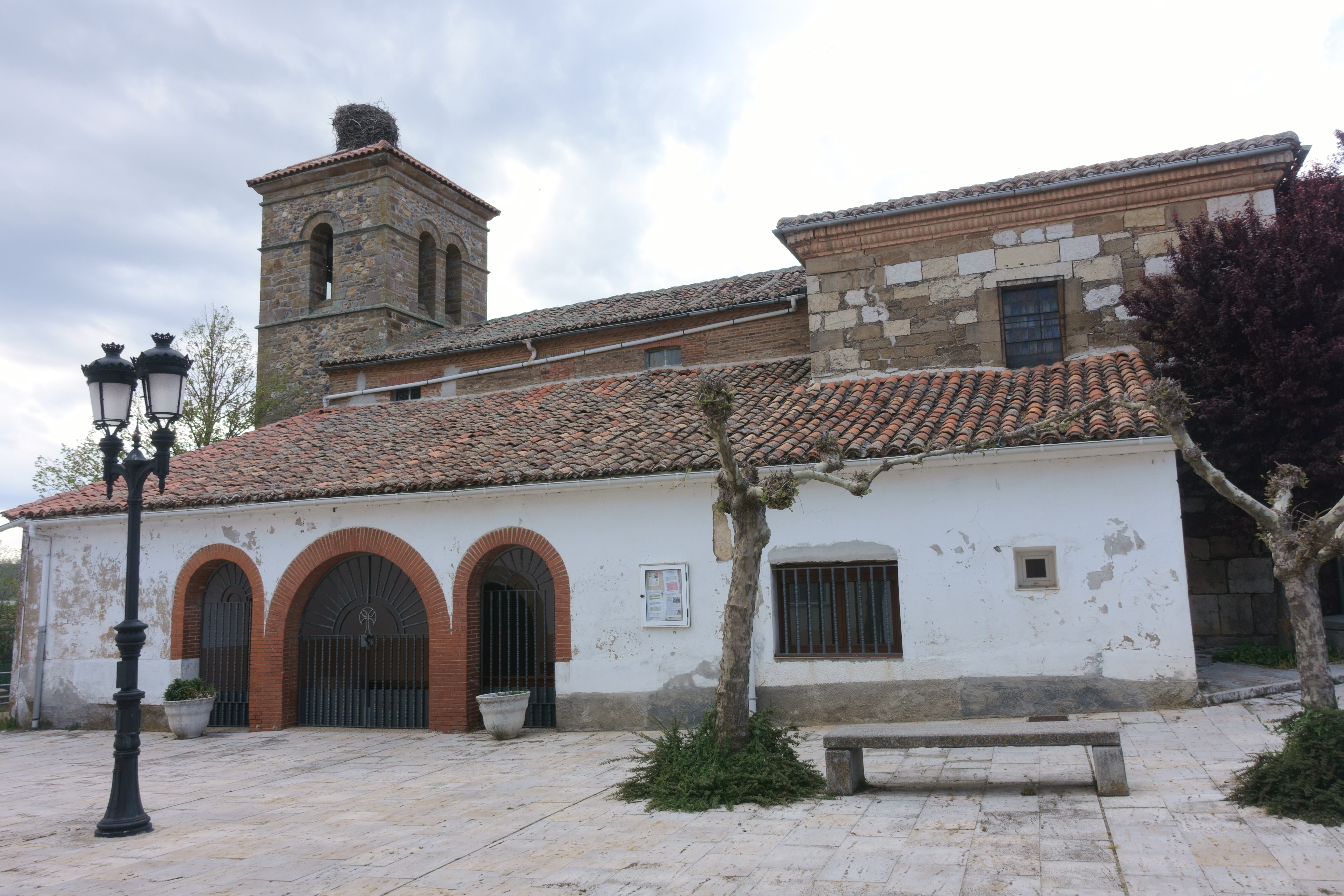
Johannes-der-Täufer-Kirche
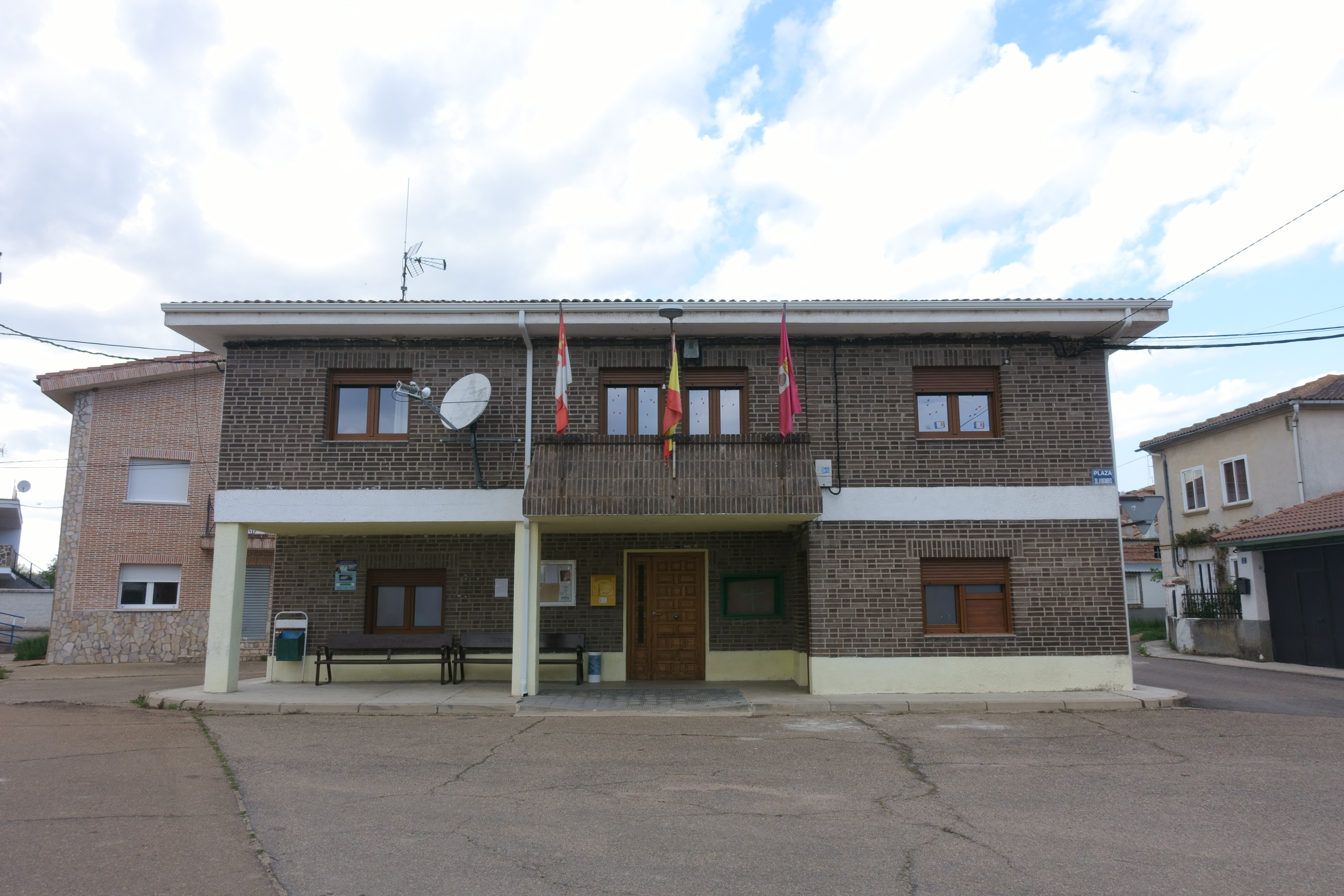
Rathaus

- Johannes-der-Täufer-Kirche
- Rathaus